# Эмблема ДР Конго
Герб (эмблема) Демократической Республики Конго изменился несколько раз с 1997 года. Текущий был введён в 2006 году и изображает голову леопарда, слева от неё располагается бивень слона, а справа копьё. Ниже головы написаны три слова, которые составляют национальный девиз: «Правосудие, Мир, Труд» (фр. Justice, Paix, Travail ). Этот вариант был принят 18 февраля 2006 года Президентом Жозефом Кабилой.

## История герба
|  | Этот раздел нужно дополнить. Пожалуйста, улучшите и дополните раздел. (30 апреля 2016) |

|  | Этот раздел нужно дополнить. Пожалуйста, улучшите и дополните раздел. (30 апреля 2016) |

|  | Этот раздел нужно дополнить. Пожалуйста, улучшите и дополните раздел. (30 апреля 2016) |

|  | Этот раздел нужно дополнить. Пожалуйста, улучшите и дополните раздел. (30 апреля 2016) |